# Zuum
Zuum – album grupy rockowej Proletaryat wydany w 1996. Nagrań dokonano w studiu Andrzeja Puczyńskiego w Izabelinie. Teksty piosenek napisał Tomasz Olejnik, a muzykę Jarosław Siemienowicz i Dariusz Kacprzak.

## Spis utworów
1. „Twarzą w twarz”
2. „Czyste ręce”
3. „Zdrada”
4. „Tobą oddychać”
5. „Nie boję się ciebie”
6. „Podzieleni”
7. „Głową w dół”
8. „Albo ty, albo ja”
9. „Po własnej stronie”
10. „Nie karz mnie”
11. „Ja chcę”
12. „Do krwi”
13. „Każdy z nas”

## Twórcy
- Tomasz "Oley" Olejnik – śpiew
- Jarosław "Siemion" Siemienowicz – gitara, gitara basowa
- Dariusz "Kapcer" Kacprzak – gitara basowa, śpiew
- Piotr "Pniaku" Pniak – perkusja